# Caenis parviforceps
Caenis parviforceps is een haft uit de familie Caenidae. De wetenschappelijke naam van de soort is voor het eerst geldig gepubliceerd in 2000 door Zhou, Gui & Su.
De soort komt voor in het Oriëntaals gebied.